# Melige toorts
De melige toorts of witte toorts (Verbascum lychnitis), is een 60-150 cm hoge, tweejarige plant die behoort tot de helmkruidfamilie.

## Kenmerken
De rozetbladeren en de onderste stengelbladen versmallen geleidelijk in een steel. De bladeren zijn aan de bovenzijde donkergroen. Aan de onderzijde zijn ze behaard tot viltig.
De meestal witte of soms gele bloemen hebben meestal geen rode vlek op de kroonbladen. De meeldraden lijken met witte wol bedekt.
De bloeiperiode loopt van juni tot oktober.

## Voorkomen
De plant is in België en Nederland vrij zeldzaam. De bekendste bloeiplaats is langs de spoorlijn bij Maarn. Maar ook op andere plaatsen met losse, droge voedselarme tot niet al te voedselrijke grond komt ze voor, soms zelfs op klei en vaak langs spoorlijnen. Het verspreidingsgebied loopt van Zuid-Engeland via België, en van Spanje tot Griekenland, en via de Kaukasus tot in Siberië.
De melige toorts is waardplant voor Cucullia lychnitis en de helmkruidvlinder (Cucullia scrophulariae).

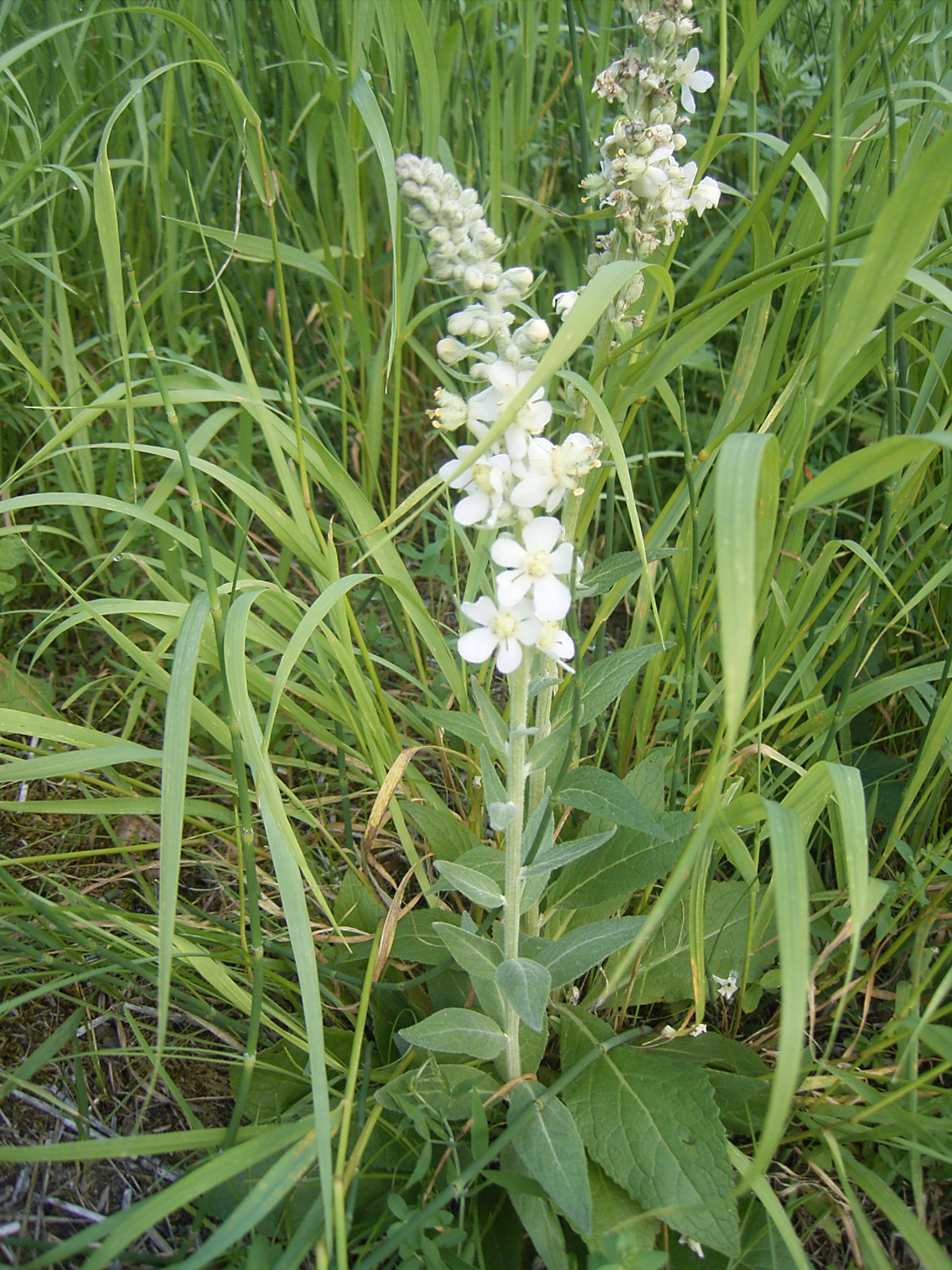